# 斯特尼謝什蒂鄉
46°26′N 27°18′E / 46.433°N 27.300°E
斯特尼謝什蒂鄉（羅馬尼亞語：Comuna Stănișești, Bacău），是羅馬尼亞的鄉份，位於該國東北部，由巴克烏縣負責管轄，面積62平方公里，海拔高度238米，2007年人口4,747，人口密度每平方公里76人。